# Batalles de Castalla (1812 i 1813)

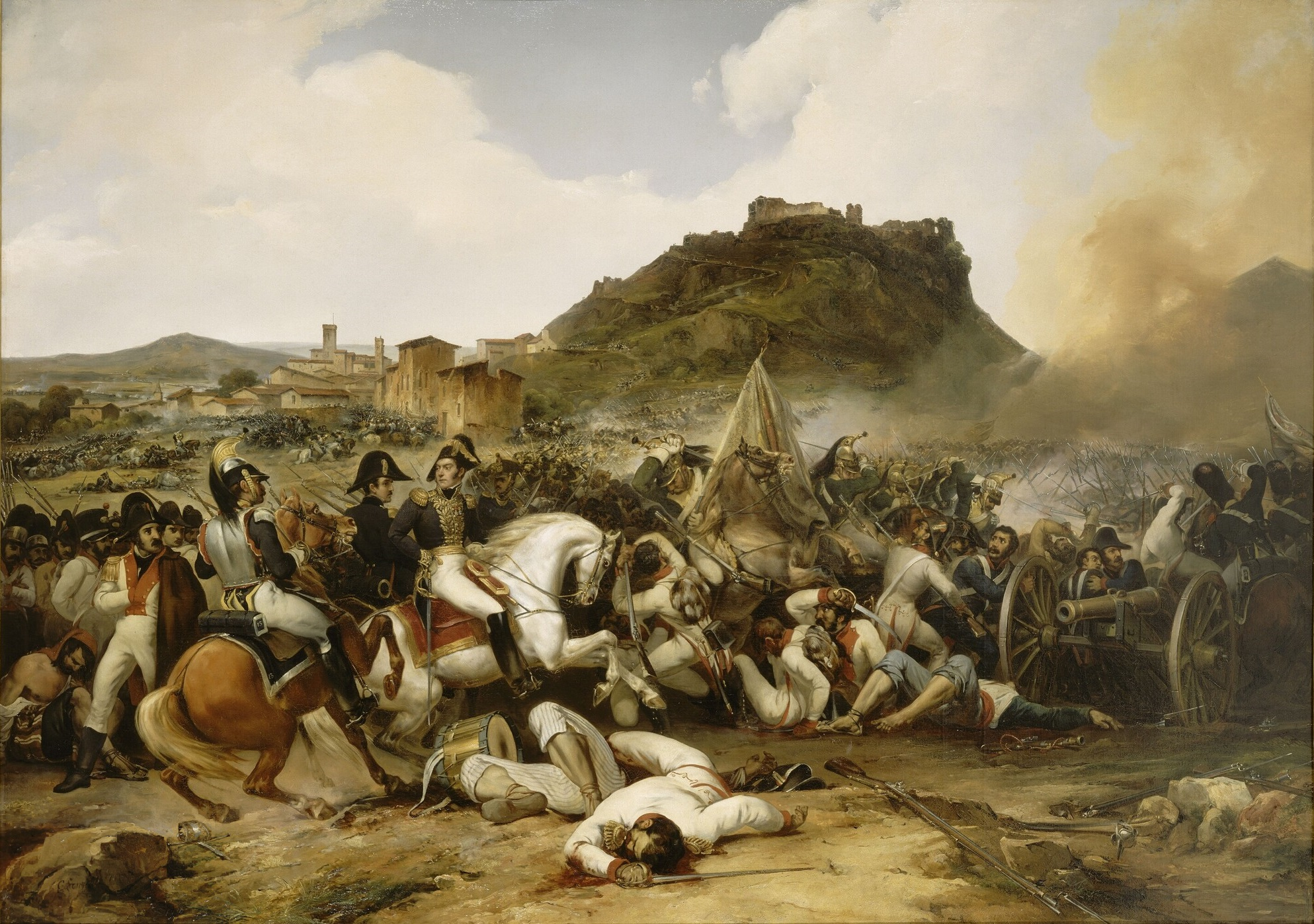
Primera batalla de Castalla (1812) obra del pintor Jean-Charles Langlois

Les Batalles de Castalla del 1812 i el 1813 són dos enfrontaments armats que es produïren a Castalla, al sud-oest del País Valencià, en el context de la Guerra del Francés (1808-1814). Aquesta guerra és coneguda en la historiografia espanyola com a "Guerra de la Independència", dins de les Guerres Napoleòniques.

## Primer combat de Castalla (21.07.1812)
Acció bèl·lica que tingué lloc el 21 de juliol de 1812 entre forces espanyoles comandades pel general Enrique José O'Donnell, qui comptava amb uns 10.000 efectius, i una fracció d'uns 4000 homes pertanyents a l'exèrcit imperial francés d'ocupació, sota el comandament del mariscal Suchet en realitat va lluitar el general Harispe i el baró Delort. Hi hagué un primer avanç de les forces espanyoles amb cert èxit, però després la cavalleria francesa va contraatacar des d'un paratge d'olivars proper a Ibi, i va desfermar el centre de les tropes espanyoles, passant a baioneta part dels seus defensors. Finalment, el xoc armat es va resoldre clarament a favor dels soldats de Napoleó. La batalla, primera ocorreguda en aquestes terres va resultar un rotund fracàs per als espanyols, a pesar de la seva superioritat numèrica.
Rere la derrota dels espanyols, els soldats francesos van prendre possessió de la vila de Castalla, mentre que els patriotes, esgotats i vençuts, fugiren cap a la ciutat d'Alacant, protegida per l'esquadra anglesa.
En ser la resistència espanyola vençuda per forces numèricament inferiors, O'Donnell fou substituït poc després pel general Francisco Javier Elío.

## Segon combat de Castalla (13.04.1813)
Acció bèl·lica que tingué lloc el 13 d'abril de 1813, en la qual foren derrotades les forces napoleòniques del mariscal Suchet per un exèrcit aliat anglo-espanyol coordinat per Sir John Murray.
El juliol de 1812 William Bentinck va arribar amb 10.000 homes a Alacant al comandament d'una força mixta de tropes britàniques, alemanyes i calabreses, per evitar l'avanç francès. El bàndol francés disposava d'uns 13.600 homes, mentre que els aliats sumaven uns 18.700 combatents. Per part dels aliats van lluitar el general Elío i el general Whittingham, comandant de l'anomenada divisió mallorquina. Per part francesa, dirigia les operacions el mariscal Suchet.
L'exèrcit imperial francés va patir més de mil morts, segons els aliats, i uns 800 segons versions franceses. Per la seua banda, els aliats van patir uns 670 morts. En tot cas, la victòria dels anglo-espanyols va fer que els invasors napoleònics hagueren de replegar-se i fugir cap a Ibi i Alcoi, i més tard, continuant cap al nord, passaren a la banda esquerra del Xúquer; sembla que la retirada dels francesos es va realitzar amb perfecte orde militar.
Suchet va replegar els seus homens definitivament al nord del Xuquer mentres que el exercit de Sir John Murray es va unir al del general Elio, procedent de Murcia. La derrota francesa en Vitoria el 21 de juny següent va obligar a Suchet a replegar-se al nord de l'Ebre deixant lliure definitivament el Pais Valencià. Castalla per tant habia segut el principi de la retirada dels francesos.
Amb el triomf de Wellington a la batalla de Vitòria, les posicions de Suchet a València i Aragó no es podien sostenir i va retirar les tropes, que va concentrar a prop de Barcelona, deixant guarnicions a Denia (120 homes), Sagunt (1.200), Peníscola (500), Morella (120) i Tortosa (5.500), i a Mequinensa (400 hombres) i Montsó, seguits per l'exèrcit de William Bentinck de 28.000 espanyols, britànics, alemanys i italians. El 9 de juliol
Com a reconeixement de la victòria, Ferran VII va crear la Creu de Distinció al mèrit militar, amb la inscripció "Castalla 13 de Abril de 1813". Cal dir que la medalla originària es conserva actualment al Museu Militar (Madrid).